# Santuario della Madonna di Strada (Fanna)
Il santuario della Madonna di Strada è un luogo di culto di Fanna, in provincia di Pordenone e diocesi di Concordia-Pordenone; fa parte della forania di Maniago ed è sussidiario della chiesa parrocchiale di San Martino Vescovo.

## Storia
La prima citazione del santuario di Fanna risale al 981 ed è contenuto in un diploma dell'imperatore Ottone II.
Dopo la distruzione dell'originario luogo di culto, nel 1357 venne costruita la nuova chiesa. Alla fine del secolo successivo essa però versava in condizioni di grave incuria e si narra che la sacra immagine della Vergine, ritrovata tra i cespugli sulla riva del Colvera, tornava sempre là nonostante per tre volte si fosse tentato di trasportarla della chiesa di San Remigio; così, si provvide alla fine a ripristinare il santuario.
Nel 1733 iniziarono nuovi lavori di riedificazione della chiesa; il santuario venne portato a termine nel giro di dieci anni, mentre la consacrazione fu impartita nel 1889.
Nel 1990 si provvide ad eseguire l'adeguamento liturgico secondo le norme postconciliari, in occasione del quale si procedette ad installare l'altare rivolto verso l'assemblea e l'ambone.

## Descrizione

### Esterno
La facciata a capanna della chiesa, che include un atrio antistante al portale d'ingresso, presenta centralmente un'apertura, da cui si accede al suddetto atrio, e tre finestre ed è scandita da quattro lesene d'ordine tuscanico sorreggenti il timpano di forma triangolare.
Annesso alla parrocchiale è il campanile a base quadrata, la cui cella presenta su ogni lato una monofora ed è coronata dalla cupola poggiante sul tamburo.

### Interno
L'interno dell'edificio si compone di un'unica navata, le cui pareti sono abbellite da archi a tutto sesto e scandite da lesene con capitelli dorici sorreggenti la trabeazione sulla quale si imposta la volta; al termine dell'aula si sviluppa il presbiterio, rialzato di alcuni gradini, voltato a crociera e chiuso dall'abside.